# Claude Brasseur
Claude Brasseur, artiestennaam van Claude Espinasse (Neuilly-sur-Seine, 15 juni 1936 - Parijs, 22 december 2020) was een Frans acteur. 
Hij heeft een bijzonder rijke carrière opgebouwd in het theater, en in vele langspeelfilms en televisiereeksen.

## Leven en werk
Hij werd vier keer voor een César genomineerd, en kreeg die tweemaal toegekend. De César voor beste acteur in een bijrol ontving hij in 1977 voor zijn rol in Un éléphant ça trompe énormément. De César voor beste acteur mocht hij in 1980 ontvangen voor zijn rol in La Guerre des polices.
Brasseur werkte eveneens regelmatig voor het kleine scherm. Vermeldenswaardig was zijn vertolking van de 19e-eeuwse avonturier Eugène-François Vidocq in de populaire televisieserie Les Nouvelles Aventures de Vidocq (1971-1973).
Brasseur was ook sportief. Zo was hij geselecteerd voor het bobsleeteam bij de Franse Olympische Winterspelen 1964. Een kwetsuur bij de trainingen verhinderde evenwel zijn deelname. In de autosport was hij actief als bijrijder. Zo deed hij twee keer mee aan de Dakar-rally, in 1982 en 1983, als navigator voor Jacky Ickx. In 1983 won het duo de rally.
Claude Brasseur was een zoon van Pierre Brasseur (Pierre Espinasse) en de Franse actrice Odette Joyeux. De Espinasse's zijn een oude Franse dynastie van acteurs die al bijna twee eeuwen actief zijn. Vader en zoon gebruiken aldus dezelfde valse familienaam als artiestennaam. Claude Brasseurs peter was Ernest Hemingway.

## Lange speelfilms (ruime selectie)
Claude Brasseur speelde in meer dan 90 films waaronder:
- 1959 - Rue des prairies van Denys de La Patellière als Louis Neveux
- 1962 - Les Sept Péchés capitaux van Edouard Molinaro als Riri in de sketch 'L'Envie'
- 1962 - Le Caporal épinglé van Jean Renoir als Papa
- 1963 - Germinal van Yves Allégret als Martin Chaval
- 1963 - Peau de banane van Marcel Ophüls als Charlie Meyer, bijgenaamd Beau Sourire
- 1964 - Bande à part van Jean-Luc Godard als Arthur
- 1967 - Un homme de trop van Costa-Gavras als Groubec
- 1969 - La Chasse royale van François Leterrier als Henri Guifred
- 1971 - Un cave van Gilles Grangier als Granier
- 1972 - Le Viager van Pierre Tchernia als Noël Galipeau als veertigjarige
- 1972 - Une belle fille comme moi van François Truffaut als maître Murene
- 1974 - Les Seins de glace van Georges Lautner als François Rollin
- 1976 - Barocco van André Téchiné als Jules
- 1976 - Un éléphant ça trompe énormément van Yves Robert als Daniel
- 1976 - Le Grand Escogriffe van Claude Pinoteau als Ari
- 1977 - Nous irons tous au paradis van Yves Robert als Daniel
- 1978 - L'État sauvage van Francis Girod als Gravenoire
- 1978 - L'Argent des autres van Christian de Chalonge als Claude Chevalier d'Aven
- 1978 - Une histoire simple van Claude Sautet als Serge
- 1979 - La Guerre des polices van Robin Davis als commissaris Jacques Fush
- 1980 - La Banquière van Francis Girod als Largué
- 1980 - La Boum van Claude Pinoteau als François Beretton
- 1981 - L'Ombre rouge van Jean-Louis Comolli als Anton Kovetz
- 1982 - Josepha van Christopher Frank als Michel Laurent
- 1982 - Guy de Maupassant van Michel Drach als Guy de Maupassant
- 1982 - La Boum 2 van Claude Pinoteau als François Beretton
- 1983 - La Crime van Philippe Labro als commissaris Martin Griffon
- 1983 - Signes extérieurs de richesse van Jacques Monnet : Jean-Jacques Lestrade dit « Gigi »
- 1985 - Détective van Jean-Luc Godard als  Émile Chenal
- 1985 - Palace van Edouard Molinaro als Robert Morland
- 1985 - Les Rois du gag van Claude Zidi als zichzelf
- 1985 - Les Loups entre eux van José Giovanni als Lacier
- 1986 - La Gitane van Philippe de Broca als Hubert Durieux
- 1986 - Descente aux enfers van Francis Girod als Alan Kolber
- 1989 - Radio Corbeau van Yves Boisset als Paul Maurier
- 1989 - L'Union sacrée van Alexandre Arcady als kolonel Revers
- 1989 - L'Orchestre rouge van Jacques Rouffio als Léopold Trepper
- 1992 - Le Bal des casse-pieds van Yves Robert als Jean-Sébastien, de verleider
- 1992 - Le Souper van Edouard Molinaro als Joseph Fouché
- 1993 - Un, deux, trois, soleil van Bertrand Blier als l'enfoiré
- 1994 - Délit mineur van Francis Girod als Guerin
- 1997 - L'Autre Côté de la mer van Dominique Cabrera als Georges Montero
- 1999 - Le Plus Beau Pays du monde van Marcel Bluwal als Delabit
- 1999 - Fait d'hiver van Robert Enrico als dokter Vogein
- 1999 - La Débandade van Claude Berri als Paul-Édouard
- 2000 - Toreros van Éric Barbier als Francisco
- 2000 - Les Acteurs van Bertrand Blier als zichzelf
- 2003 - Chouchou van Merzak Allouache als le père Léon
- 2004 - Malabar Princess van Gilles Legrand als Robert
- 2005 - L'Amour aux trousses van Philippe de Chauveron als Jacques Pellegrin
- 2006 - J'invente rien van Michel Leclerc als Mahut
- 2006 - Fauteuils d'orchestre van Danièle Thompson als Jacques Grumberg
- 2006 - Camping van Fabien Onteniente als Jacky Pic
- 2006 - Le Héros de la famille van Thierry Klifa als Gabriel Stern
- 2007 - Sa Majesté Minor van Jean-Jacques Annaud als Firos
- 2010 - Camping 2 van Fabien Onteniente als Jacky Pic
- 2012 - Quand je serai petit van Jean-Paul Rouve als Maurice
- 2013 - Le Renard jaune van Jean-Pierre Mocky als de  Commandant
- 2015 - L'étudiante et Monsieur Henri van Ivan Calbérac als Monsieur Henri
- 2016 - Camping 3 van Fabien Onteniente als Jacky Pic

## Autobiografie
- Merci! (in samenwerking met Jeff Domenech), Flammarion, 2014

## Prijzen en nominaties

### Prijzen
- 1977 - Un éléphant ça trompe énormément : César voor beste acteur in een bijrol
- 1980 - La Guerre des polices : César voor beste acteur

### Nominaties
- 1979 - Une histoire simple : César voor beste acteur et César voor beste acteur in een bijrol
- 1993 - Le Souper : César voor beste acteur
- 2000 - À torts et à raisons : Molière
- 2015 - La Colère du Tigre : Molière

- Bibsys: 1016693
- Biblioteca Nacional de España: XX1519230
- Bibliothèque nationale de France: cb13184200x (data)
- Gemeinsame Normdatei: 129946761
- International Standard Name Identifier: 0000 0001 2141 8885
- Library of Congress Control Number: no97023391
- MusicBrainz: 887f7075-44c0-4797-ab18-5d86d21ff4a1
- Nationale Bibliotheek van Tsjechië: ola2002153767
- Nationale Bibliotheek van Israël: 987007435458405171
- Nederlandse Thesaurus van Auteursnamen: 315714808
- Réseau des bibliothèques de Suisse occidentale: 02-A012341408
- Istituto Centrale per il Catalogo Unico: SBLV010382
- SNAC: w6rb814b
- Système universitaire de documentation: 077442040
- Trove: 1170825
- Virtual International Authority File: 84968639
- WorldCat: E39PBJpdRHfR9jgWJqB76VhJXd